# NGC 7509
NGC 7509 (другие обозначения — PGC 70679, MCG 2-59-6, ZWG 431.13, NPM1G +14.0571) — галактика в созвездии Пегас.
Этот объект входит в число перечисленных в оригинальной редакции «Нового общего каталога».